# Lerbäckshögen
Lerbäckshögen eller Sliparebacken er en gravhøj fra bronzealderen i Monumentparken ved Kävlingevägen i bydelen Möllevången i Lund ca. 2 km nord for centrum i det nuværende Sverige. Højens navn er oprindelig Leerbecks høj efter vandløbet Lerbäcken, men er ofte kaldt Sankt Libers Høj, men ingen helgen (Skt. Liber, Skt. Liberius eller Skt. Liborius) har nogen tilknytning til stedet.
Højen er en gammel kultplads, hvis historie fortaber sig i fordums tåger. På højen blev næsten alle danske konger valgt og hyldet af skåningerne, og samme høj var stedet for Skånelandenes landsting til omkring 1600, hvor tinget flyttede til Lunds Rådhus.
Ingen var rigtig konge i Danmark, før han var udråbt på tinge i Viborg, i Ringsted og i Lund.
I 1800'erne byggede man Sliparemöllan på stedet, hvorved den østlige del af højen blev gravet væk, så man kunne lave en åbning. Møllen blev nedrevet i 1907, og har givet navn til bydelen Möllevången.

## Eksterne links
1. ↑  "Monumentparken – Lunds kommun". Arkiveret fra originalen 8. juni 2011. Hentet 27. maj 2011.
2. ↑  Namnet Sliparebacken

55°43′12.4″N 13°11′05.5″Ø / 55.720111°N 13.184861°Ø